# Горшково (Чернцкое сельское поселение)
 Горшково — деревня в Лежневского районе Ивановской области. Входит в состав Шилыковского сельского поселения[уточнить].

## География
Находится в юго-западной части Ивановской области на расстоянии приблизительно 14 км на северо-запад по прямой от районного центра поселка Лежнево на левобережье реки Ухтохма.

## История
В 1859 году здесь (тогда деревня Шуйского уезда Владимирской губернии) было учтено 18 дворов, в 1902 — 10.

## Население
Постоянное население составляло 114 человек (1859 год), 96 (1902), 0 в 2002 году, 2 в 2010.